# Puerto del Ocote, Guerrero
Puerto del Ocote är en ort i Mexiko.   Den ligger i kommunen General Canuto A. Neri och delstaten Guerrero, i den södra delen av landet, 150 km sydväst om huvudstaden Mexico City. Puerto del Ocote ligger 1 272 meter över havet och antalet invånare är 152.
Terrängen runt Puerto del Ocote är huvudsakligen kuperad, men österut är den bergig. Runt Puerto del Ocote är det ganska glesbefolkat, med 30 invånare per kvadratkilometer. Närmaste större samhälle är Cerro Alto, 15,5 km sydost om Puerto del Ocote. I omgivningarna runt Puerto del Ocote växer huvudsakligen savannskog.